# Charles Bell (tibetoloog)
Charles Alfred Bell (Calcutta, 31 oktober 1870 – Victoria, 8 maart 1945) was een Brits-Indiaas tibetoloog.

## Levensloop
Hij voltooide het Winchester College. Nadat hij toetrad tot het Indische overheidsaparaat, werd hij benoemd tot politiek ambtenaar in Sikkim in 1908.
Zijn invloed in de Sikkimse en Bhutanese politiek groeide en in 1910 ontmoette hij de dertiende dalai lama, Thubten Gyatso, die tijdelijk op de vlucht was voor de opgetrokken soldaten van het Chinees Keizerrijk. Hij leerde de dalai lama vrij goed kennen in deze tijd en schreef over hem een biografie, Portrait of a Dalai Lama, die postuum uitgebracht werd in 1946.
Op verschillende tijden was hij Brits politiek ambtenaar voor Bhutan, Sikkim en Tibet.
Nadat hij door Tibet reisde, Lhasa bezocht in 1920 en pensioneerde in Oxford, schreef hij enkele boeken over de geschiedenis, cultuur en religie (Tibetaans boeddhisme en bön) van Tibet.